# 니오 ET5
니오 ET5(영어: NIO ET5)는 니오에서 2022년부터 생산 중인 중형 이그제큐티브 전기 세단이다.